# Фонд сохранения церквей

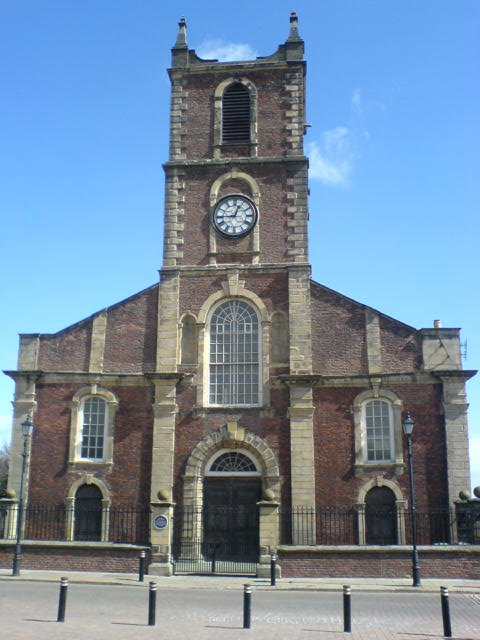
Церковь Святой Троицы — одно из сооружений, находящихся под опекой фонда

Фонд сохранения церквей (англ. Churches Conservation Trust) — британская благотворительная организация, целью которой является защита исторических церквей Англии, не использующихся для регулярных богослужений или вовсе заброшенных. Организация была основана в 1969 году. 
Официально цель фонда сформулирована как «сохранение, во благо страны и Церкви Англии, переданных Фонду церковных зданий и их частей, представляющих исторический или археологический интерес, либо имеющих высокую архитектурную ценность... вместе с их содержимым, которое передано Фонду. Основной целью Фонда является поддержание зданий и сохранение их в том виде, в котором они дошли до наших дней. В 2017 году благотворительный фонд осуществлял надзор за более чем 345 церквями. Местные общины используют здания для различных мероприятий, а также в общеобразовательных целях для изучения истории и культуры. Большинство церквей в ведении Фонда остаются освящёнными и иногда используются для служб. Посещаемость церквей Фонда доходит до 2 млн. человек в год.
Фонд частично финансируется Департаментом по делам культуры, средств массовой информации и спорта, а до 2001 года ещё и за счёт церкви Англии. Организация находится в ведении попечительского совета, который ежегодно избирает президента. За год, предшествующий 31 марта 2010 года, например, Фонд получил 6 млн. 161 тыс. 653 фунта стерлингов и потратил 6 млн. 35 тыс. 871 фунт, имея 44 работника и 2 тыс. волонтёров.

## Классификация памятников в Англии
Существует три основных класса памятников, которым соответствует один из цветов:
| Класс | Критерий                                                                                                |
| ----- | --- |
| I     | Здание представляет исключительный интерес, иногда рассматривается как памятник международного значения |
| II*   | Важное здание, представляющее особый интерес                                                            |
| II    | Здание общегосударственного значения, представляющее особый интерес                                     |

## Списки церквей, сохранённых Фондом
- Восточная Англия
- Английский Мидлендс
- Северная Англия
- Юго-Восточная Англия
- Юго-Западная Англия